# دوک‌نشین متحد بالتیک

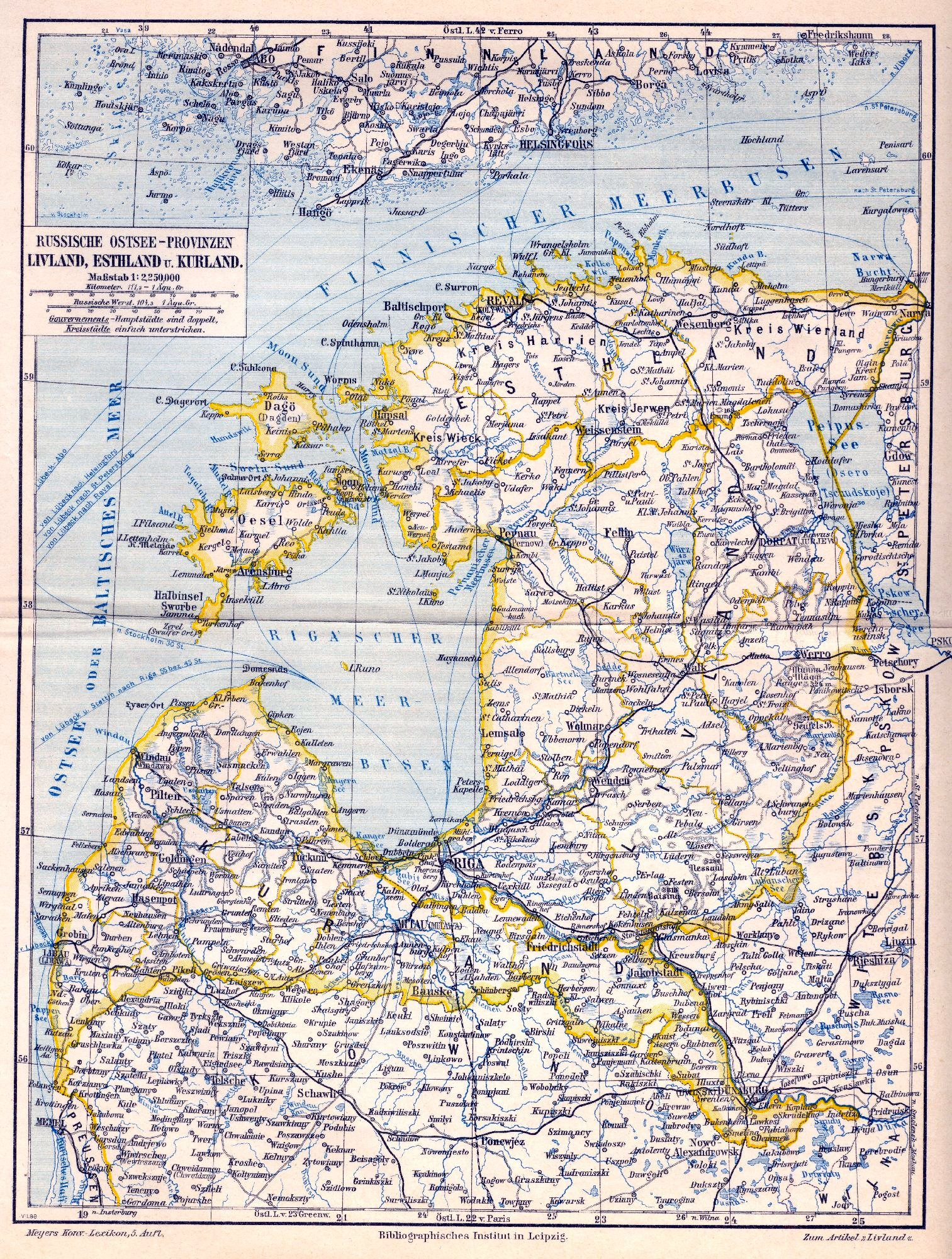
دوک نشین

دوک‌نشین متحد بالتیک (آلمانی: Vereinigtes Baltisches Herzogtum) ایالتی پیشنهادی بود که توسط اشراف آلمانی بالتیک و اشراف روسی تبعیدی پس از انقلاب روسیه و اشغال آلمانی استان‌های کورلند، لیوونی و استونی در امپراتوری روسیه مطرح شد. دوک‌نشین متحد بالتیک در آوریل ۱۹۱۸ پس از اعلام رسمی استقلال استونی و لتونی پیشنهاد شد.